# صدف مته‌ای شعله‌پوش
صدف مته‌ای شعله‌پوش (نام علمی: Terebra taurina) نام یک گونه از سرده مته‌ای‌ها است.